# Glienicke (Möckern)
Glienicke ist ein Ortsteil von Möckern im Landkreis Jerichower Land in Sachsen-Anhalt.

## Geografie
Das Dorf liegt zwei Kilometer nördlich von Klein Lübars im sehr waldreichen und 25.063 Hektar großen Landschaftsschutzgebiet Möckern-Magdeburgerforth. Die Gemarkung des Ortes gehört zur westlichen Fläminghochfläche, einer Heide- bzw. magerrasenreichen Waldlandschaft des norddeutschen Tieflandes. Das Gelände erreicht hier Höhen von um die 90 Meter.

## Geschichte
Glienicke lag jahrhundertelang in der Nähe einer wichtigen Fernverbindung, der Heerstraße Brandenburg–Magdeburg. Vor 1807 gehörte der Ort zum Herzogtum Magdeburg, während der westphälischen Zwischenherrschaft in Magdeburg zur Kurmark und nach Ende der Befreiungskriege zum Landkreis Jerichow I des Regierungsbezirks Magdeburg in der preußischen Provinz Sachsen. 1848 befand sich hier ein Vorwerk von Klein Lübars mit fünf Häusern und 24 Einwohnern. Im Dezember 1861 waren es dann 36 Einwohner und zehn Feuerstellen, eingepfarrt zum evangelischen Kirchspiel Klein Lübars, welches zum Superintendentur-Bezirk und Post-Bestell-Bezirk in Loburg gehörte. Das zuständige Zweiggericht war ebenfalls in Loburg, das Hauptgericht der I. Instanz in Burg und das Appellgericht in Magdeburg. Das damals vorgeschriebene Militär-Verhältnis ordnete die Einwohner der 5. Compagnie des 2. Bataillons vom Regiment Nr. 26 der I. Magdeburger Landwehr zu.
Die Landgemeinde Glienicke (1905 488 Einwohner) gehörte zum Landkreis Jerichow I der preußischen Provinz Sachsen. Das Vorwerk Glienicke (1905 48 Einwohner) gehörte zunächst zum Gutsbezirk Klein Lübars und seit dem 30. September 1928 zur Landgemeinde Klein Lübars-Riesdorf.
Am 1. Juli 1950 wurde die Gemeinde Glienicke mit den Gemeinden Groß Lübars und Klein Lübars-Riesdorf zur Gemeinde Lübars zusammengeschlossen.

## Sehenswürdigkeiten

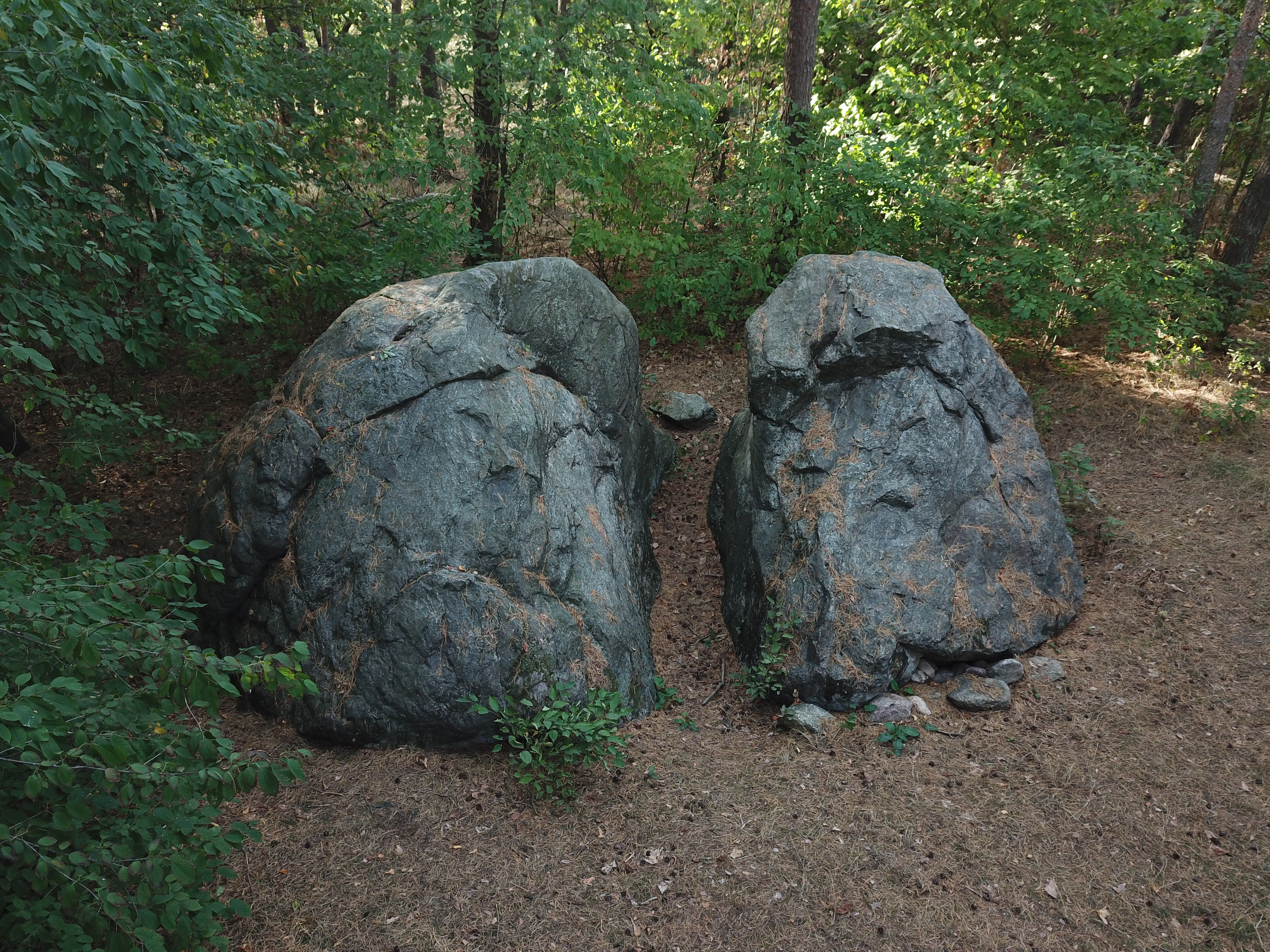
Heimchensteine (2018)

Etwa 750 m südwestlich des Ortes in einem kleinen Kiefernwäldchen finden sich die so genannten Heimchensteine. Zwei eiszeitliche Findlinge, welche ursprünglich aus einem Steinblock stammen, der unter Witterungseinflüssen zerbrochen ist. Sie haben einen Umfang von 14,5 m bzw. 12 m und ragen ca. 2,5 m aus dem Waldboden hervor. Nachweislich ruhte noch im Jahre 1865 auf den beiden Steinen eine große Steinplatte, was eine rund 1,25 m breite Kammer entstehen ließ. Ihren Namen verdanken sie einer alten Sage, wonach sich hier vor langer Zeit ein Schäfer namens Heimchen erhängt haben soll.